# Konya (stad)
Konya (Grieks: Ικόνιο; Latijn: Iconium) is een stad in het zuidwestelijk deel van Midden-Turkije. De stad ligt op ongeveer 250 kilometer van de Middellandse Zee, op een hoogte van ongeveer 1000 meter boven zeeniveau. Het is de hoofdstad van de gelijknamige provincie Konya. De agglomeratie Konya bestaat uit de districten Karatay, Meram en Selçuklu en telde 1.003.373 inwoners in 2009 (830.796 in 2000, waarvan 742.690 in de stad zelf). Met dit inwonertal is Konya de op zes na grootste stad van Turkije.

## Geschiedenis
De naam van Konya in het Romeinse Rijk was Iconium. De stad was al vele duizenden jaren eerder bewoond. Niet ver van Konya bevinden zich overblijfselen uit de Hettitische tijd, zoals enkele gebeeldhouwde reliëfs. De naam in die tijd was Ikkuwaniya. Voor de Romeinen was Iconium de hoofdstad van de provincie Lycaonië, niettegenstaande de geografische naam Lacaonië voor Alexander de Grote, de Seleuciden en het koninkrijk Pergamon een ruimere geografisch betekenis had. Iconium was de zetel van het aartsbisdom Iconio, dat ondergeschikt was aan het patriarchaat van Constantinopel. Later werd de stad Iconium, of in het Grieks Iconio, deel van het Byzantijnse Rijk.
Na de vernietigende nederlaag die de Byzantijnen leden in de Slag bij Manzikert (Turks: Malazgirt) vestigden Seltsjoekse Turken het sultanaat Rûm ('Rome') met eerst Iznik (1077-1097) en 20 jaar later Konya (vanaf 1097) als hoofdstad. De stad ontwikkelde zich daarna als een belangrijk islamitisch centrum, met name voor de soefibeweging.

## Dansende derwisjen en andere bezienswaardigheden
Konya staat vooral bekend om de dansende derwisjen. Een belangrijke leefregel van deze subgroep (tariqa) van derwisjen is het beoefenen van de sema. Tijdens deze rituele dans draaien de monniken, gekleed in karakteristieke gewaden en taps toelopende fezzen, steeds sneller in het rond, waardoor zij in extase raken en zo hun ziel met het allerhoogste kunnen verenigen.
De soefi-broederschap van de dansende derwisjen werd in de 13e eeuw gesticht door de mystieke filosoof en dichter Jalal ad-Din Rumi. Na het overlijden van zijn vader Celaleddin, vestigde Rumi zich in 1240 definitief in Konya. Hier stichtte hij een klooster voor religieuze dansers, waarbij hij elementen uit de islam, het christendom en het boeddhisme verenigde. Rumi's klooster had een grote aantrekkingskracht op zijn volgelingen. Zij gaven hem als eretitel Mevlana ("Onze Gids"). De monniken noemden zichzelf mevlevi, ofwel "zij die het pad van de gids volgen". Zijn zoon Bahaddin Veled zette het werk van Rumi voort.

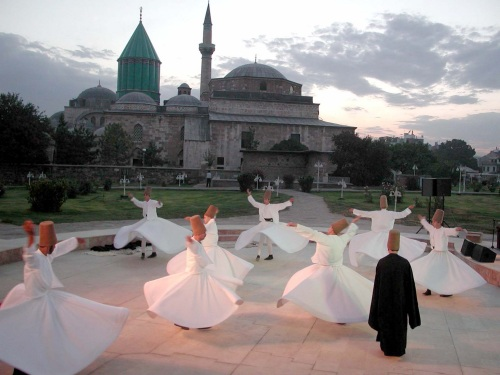
Dansende derwisjen bij het Mevlanamuseum

Een deel van het Mevlanamausoleum is aan deze derwisjen gewijd. In dit mausoleum, thans een museum, bevindt zich de graftombe van Rumi/Mevlana. Ook wordt in het Mevlanamuseum de vermeende baard van Mohammed bewaard. Om deze reden wordt de stad als een heilige plaats beschouwd en is het een bedevaartsplaats.
De İnce Minareli Medrese (Madrassa van de slanke minaret) is gebouwd in 1269 in Seltsjoekse stijl. Het binnenplein is overdekt met een koepel en geeft uit op klaslokalen. Van de minaret rest enkel de basis. Opvallend is het portaal met gebeeldhouwde planten en geometrische figuren en een brede strook met opschriften.
Verder is Konya een universiteitsstad en bevinden zich in de stad en regio een aantal belangrijke moskeeën.

## Sport
Konyaspor is de betaaldvoetbalclub van de stad en speelt haar wedstrijden in de moderne Konya Büyükşehir Torku Arena. In 2017 won Konyaspor de Turkse voetbalbeker.

## Geboren in Konya
- Galip Tekin (1958-2017), striptekenaar
- Ahmet Davutoğlu (1959), premier van Turkije
- Musa Çağıran (1992), voetballer
- Mustafa Kör, (1977), auteur, Dichter des Vaderlands (België) (2022)